# Casa del Guardacanal (Amposta)
La casa del Guardacanal és un edifici d'Amposta inclòs a l'Inventari del Patrimoni Arquitectònic de Catalunya.

## Descripció
Era la casa de vigilància i manteniment del canal situada a la vora de l'antic canal de navegació Amposta-Sant Carles de la Ràpita. Forma una construcció en forma de "U". El cos principal és rectangular i més antic, i se li han afegit dos petits aixoplucs modernament, a manera de magatzem. Consta només de planta baixa i la façana s'obre a l'est, en un dels costats petits. A la banda que mira al canal només s'obren finestres i a la part posterior hi ha dues portes i dues finestres, col·locades simètricament respecte al centre. Com a partició hi ha una cisterna coberta. Aquesta distribució respon al fet que a l'interior la construcció correspon a dos habitatges independents.
El mur és de maçoneria arrebossada, amb maó als angles i els emmarcaments de portes i finestres, col·locat buscant un mínim efecte decoratiu.

## Història
De totes les cases de guardacanal construïdes, aquesta és la que millor conserva la distribució i estructura originals. Sembla que en un principi totes tenien la mateixa, tant interior com exteriorment, però després les altres han estat força alterades.
Al voltant de la casa es conserven les rescloses de l'antic canal de navegació, actualment dins una propietat privada, així com un casal més gran relacionat també amb la construcció d'aquest, convertit actualment en habitatge agrícola.
Un primer projecte de Canal de Navegació tingué lloc el segle xviii amb Carles III. Aquest, però, fracassà i a mitjans del segle xix es reinicià construint el canal Amposta-Alfacs.